# Dogma
Dogma er en komedie skrevet og instrueret af Kevin Smith; han medvirker også selv i filmen sammen med rollebesætningen, der består a Ben Affleck, Matt Damon, Linda Fiorentino, Alan Rickman, Bud Cort, Salma Hayek, Chris Rock, Jason Lee, Jason Mewes, George Carlin, Janeane Garofalo og Alanis Morissette. 
Brian O'Halloran og Jeff Anderson, hovedrollerne i Smiths debutfilm Clerks, har gæsteoptrædener, lige såvel som Smiths sædvanlige skuespillere Scott Mosier, Dwight Ewell, Walt Flanagan, og Bryan Johnson.
Filmen skabte stor kontrovers med det som efter sigende var en antikristent og specielt antikatolsk budskab. Protesterne, og dødstrusler til både Kevin Smith og Harvey og Bob Weinstein, førte til at premieren på filmen blev udsat næsten et år.
Filmen er den fjerde i hans film fra New Jersey (det skulle oprindelig bare være en trilogi), og indeholder referencer til de andre film, og specielt Jay and Silent Bob. Temaet i filmen er at moderne mennesker har mistet troen på Gud, og faren for at troen skal blive blandet med regler om hvordan man skal tro.

## Handling
To faldne engle, Bartleby (Ben Affleck) og Loki (Matt Damon), som er dømt til at leve i Wisconsin i al tid, bliver sendt et avisudklip af dæmonen Azrael om at en katolsk kirke i New Jersey som har lovet syndsforladelse til alle som opsøger kirken i et forsøg på at øge populariteten til katolicismen. Hvis de opsøger kirken, vil de blive tilgivet og kan dermed komme ind i himmelen. Dette gør at Gud ikke længere bestemmer, og dermed vil verden gå under.
Guds Stemme, englen Metatron (Alan Rickman), viser sig for abortklinikarbejderen Bethany (Linda Fiorentino) og fortæller at hun er Maria og Josefs sidste efterkommer, og dermed Jesus' sidste slægtning, og at hun på grund af dette er blevet valgt til at stoppe Bartleby og Loki. Hun får hjælp af Rufus (Chris Rock), den trettende apostel som er blevet skrevet ud af Bibelen fordi han er sort; Serendipity (Salma Hayek), en muse som er blevet menneske, der arbejder som stripper med skrivespærre; og de to profeter Jay og Silent Bob.

## Medvirkende
- Ben Affleck – Bartleby
- Matt Damon – Loki
- Linda Fiorentino – Bethany Sloane
- Salma Hayek – Serendipity
- Jason Lee – Azrael
- Jason Mewes – Jay
- Alan Rickman – Metatron
- Chris Rock – Rufus
- Kevin Smith – Silent Bob
- George Carlin – Kardinal Ignatius Glick
- Alanis Morissette – Gud

## Modtagelse
Filmen blev nomineret til en Independent Spirit Award for Bedste manuskript samt en Science Fiction og Fantasy Writers of America ære for bedste manuskript.
Filmen åbnede på 3. plads i sin åbningsweekend med ca $ 8669945, bag The Bone Collector (den tidligere uges hit) og den nyligt udgivne Pokémon: The First Movie.
Filmen blev vist uden for konkurrence på Cannes Film Festivalen i 1999. 

## Trivia
- Både Holly Hunter og Emma Thompson blev tilbudt rollen som Gud før Morisette. Morisette skulle egentlig have rollen som Bethany, men havde en turné samtidig som indspilningen. * Jason Lee skulle egentlig have haft rollen som Loki, men andet arbejde gjorde at han måtte tage sig en mindre rolle.
- Hætterne på englenes gense repræsenterer deres glorier.
- Alan Rickman blev tilbudt rollen som Metatron efter at have udtalt at han kunne lide Chasing Amy.
- Kevin Smith ville oprindelig have Robert Rodriguez til at instruere filmen, men han bad Smith gøre det selv siden filmen var så personlig.